# Solenoidalt fält

En solenoids magnetfält är källfritt

Ett solenoidalt fält, eller källfritt fält, är inom vektoranalys ett vektorfält vars divergens är definierad och lika med noll, det vill säga vektorfältet F är solenoidalt om 
{\displaystyle \nabla \cdot \mathbf {F} =0}.
Ett solenoidalt fält har en vektorpotential.
En grundläggande sats inom vektoranalysen (Helmholtz sats) innebär att ett vektorfält (som uppfyller vissa villkor) kan uttryckas som summan av ett virvelfritt fält och ett solenoidalt fält. Villkoret att divergensen är noll är uppfyllt när ett vektorfält v endast har en vektorpotential som komponent därför att definitionen av vektorpotentialen A som
{\displaystyle \mathbf {v} =\nabla \times \mathbf {A} }
resulterar automatiskt i vektoridentiteten
{\displaystyle \nabla \cdot \mathbf {v} =\nabla \cdot (\nabla \times \mathbf {A} )=0}
Det omvända resonemanget gäller också: för ett godtyckligt solenoidalt fält v, existerar en vektorpotential A sådan att
{\displaystyle \mathbf {v} =\nabla \times \mathbf {A} }
Gauss sats ger i integralform den ekvivalenta definitionen av ett solenoidalt fält, nämligen att för varje sluten yta måste det totala nettoflödet genom ytan vara noll:
{\displaystyle {\scriptstyle S}}{\displaystyle \ \mathbf {v} \cdot {\rm {d}}\mathbf {S} =0}
där dS är ytelementens utåtriktade normal.

## Exempel
- Magnetiskt fält B (Maxwells ekvationer)
- Hastighetfält för ett inkompressibelt vätskeflöde
- Elektriskt fält E